# Strada Statale 508 di Val Sarentino e del Passo di Vizze
Die Strada Statale 508 di Val Sarentino e del Passo di Vizze (SS 508), auf Deutsch im südlichen Abschnitt meist Sarner Straße oder Sarntaler Staatsstraße, im nördlichen Teil Penser-Joch-Straße genannt, ist eine italienische Staatsstraße zwischen den Südtiroler Städten Bozen und Sterzing. Ihre Länge beträgt rund 64 Kilometer. 
Die SS 508 nimmt im Norden von Bozen ihren Anfang und erschließt von dort das Sarntal (daher der namentliche Titel di Val Sarentino), das der ganzen Länge nach bis zum Penser Joch (2211 m) hinauf durchquert wird. Das höchstgelegene, hochalpine Teilstück ist im Winterhalbjahr mehrere Monate lang gesperrt. Vom Penser Joch steigt die Straße ins Wipptal nach Sterzing hinab, wo sie nahe der Anschlussstelle zur A22 in die SS 44 einmündet. Zum Zeitpunkt ihrer Festlegung führte die SS 508 noch weiter durchs Sterzinger Becken, kreuzte die SS 12, zog sich anschließend ins Pfitscher Tal hinauf und endete am 2246 m hohen Pfitscher Joch (daher der namentliche Titel del Passo di Vizze) an der italienisch-österreichischen Staatsgrenze. Der Abschnitt zwischen Sterzing und dem Pfitscher Joch wurde allerdings 2008 teils zur Landesstraße 508 und im letzten Teilstück zum Joch, das nicht für den allgemeinen Kraftverkehr befahrbar ist, zur Gemeindestraße zurückgestuft.
Der südliche Abschnitt der SS 508 zwischen Bozen und Sarnthein blickt auf eine lange Geschichte zurück und wurde im Bereich der tief eingeschnittenen Sarner Schlucht vielfach neu trassiert, nämlich mehr und mehr in Tunnels verlegt. Zuletzt wurden im Dezember 2016 die zwei langen Tunnels „Rafenstein“ und „Goldegg“ eröffnet, womit der viele Jahre andauernde Ausbau der Sarner Straße zum Abschluss gebracht wurde. Der nördliche Abschnitt über das Penser Joch ist jüngeren Datums: Der erste Fahrweg wurde von der faschistischen Administration aus militärstrategischen Gründen erbaut, und zwar zwischen 1935 und 1938 von Weißenbach über Pens bis auf das Joch und 1940 weiter vom Joch über Egg nach Sterzing hinab.